# 561 Ingwelde
561 Ingwelde eller 1905 QG är en asteroid i huvudbältet, som upptäcktes 26 mars 1905 av den tyske astronomen Max Wolf i Heidelberg. Den är uppkallad efter huvud karaktären Ingwelde i Ingwelde av Max von Schillings.
Asteroiden har en diameter på ungefär 31 kilometer och den tillhör asteroidgruppen Themis.